# 2016年夏季奧林匹克運動會柔道比賽
2016年夏季奧林匹克運動會柔道比賽於2016年8月6日至12日在巴拉達蒂茹卡巴拉奧林匹克公園內的卡里奧卡體育館2舉行。總共有386位柔道運動員參加14個項目賽事（男女各7個項目）。

## 比賽時間表
| ● | 預賽 | ● | 決賽 |

| 8月               | 6日 週六 | 6日 週六 | 7日 週日 | 7日 週日 | 8日 週一 | 8日 週一 | 9日 週二 | 9日 週二 | 10日 週三 | 10日 週三 | 11日 週四 | 11日 週四 | 12日 週五 | 12日 週五 |
| ----------------- | -------- | -------- | -------- | -------- | -------- | -------- | -------- | -------- | --------- | --------- | --------- | --------- | --------- | --------- |
| 男子項目          |          |          |          |          |          |          |          |          |           |           |           |           |           |           |
| 男子60公斤級      | ●        | ●        |          |          |          |          |          |          |           |           |           |           |           |           |
| 男子66公斤級      |          |          | ●        | ●        |          |          |          |          |           |           |           |           |           |           |
| 男子73公斤級      |          |          |          |          | ●        | ●        |          |          |           |           |           |           |           |           |
| 男子81公斤級      |          |          |          |          |          |          | ●        | ●        |           |           |           |           |           |           |
| 男子90公斤級      |          |          |          |          |          |          |          |          | ●         | ●         |           |           |           |           |
| 男子100公斤級     |          |          |          |          |          |          |          |          |           |           | ●         | ●         |           |           |
| 男子100公斤以上級 |          |          |          |          |          |          |          |          |           |           |           |           | ●         | ●         |
| 女子項目          |          |          |          |          |          |          |          |          |           |           |           |           |           |           |
| 女子48公斤級      | ●        | ●        |          |          |          |          |          |          |           |           |           |           |           |           |
| 女子52公斤級      |          |          | ●        | ●        |          |          |          |          |           |           |           |           |           |           |
| 女子57公斤級      |          |          |          |          | ●        | ●        |          |          |           |           |           |           |           |           |
| 女子63公斤級      |          |          |          |          |          |          | ●        | ●        |           |           |           |           |           |           |
| 女子70公斤級      |          |          |          |          |          |          |          |          | ●         | ●         |           |           |           |           |
| 女子78公斤級      |          |          |          |          |          |          |          |          |           |           | ●         | ●         |           |           |
| 女子78公斤以上級  |          |          |          |          |          |          |          |          |           |           |           |           | ●         | ●         |

## 參賽國家和地區
- 阿富汗（1）
- 安道尔（1）
- 阿尔及利亚（5）
- 美属萨摩亚（1）
- 安哥拉（1）
- 阿根廷（2）
- 亚美尼亚（1）
- 阿鲁巴（1）
- （7）
- 奥地利（5）
- 阿塞拜疆（6）
- 白俄罗斯（2）
- 比利时（5）
- 伯利兹（1）
- （1）
- 玻利维亚（1）
- 波斯尼亚和黑塞哥维那（1）
- 巴西（14）
- 保加利亚（2）
- 布基纳法索（1）
- 布隆迪（1）
- 喀麦隆（1）
- 加拿大（8）
- 智利（1）
- 中国（8）
- 中华台北（2）
- 哥伦比亚（2）
- 刚果共和国（1）
- 哥斯达黎加（1）
- 克罗地亚（1）
- 古巴（9）
- 捷克（3）
- （1）
- 刚果民主共和国（1）
- 吉布提（1）
- 厄瓜多尔（3）
- 埃及（5）
- 萨尔瓦多（1）
- 爱沙尼亚（1）
- 斐济（1）
- 芬兰（1）
- 法国（14）
- 加蓬（2）
- 冈比亚（1）
- （8）
- 德国（13）
- （1）
- 英国（7）
- 希腊（2）
- 危地马拉（1）
- 几内亚比绍（1）
- 海地（1）
- 洪都拉斯（1）
- 匈牙利（8）
- 冰岛（1）
- 印度（1）
- 伊朗（2）
- 伊拉克（1）
- 以色列（7）
- 意大利（6）
- 科特迪瓦（1）
- 日本（14）
- 约旦（1）
- （5）
- （1）
- 科索沃（2）
- （2）
- 老挝（1）
- 拉脱维亚（2）
- 黎巴嫩（1）
- 利比亚（1）
- 立陶宛（1）
- 马其顿（1）
- 马达加斯加（1）
- （1）
- 毛里求斯（1）
- 墨西哥（2）
- 摩尔多瓦（1）
- 摩纳哥（1）
- 蒙古（13）
- （1）
- 摩洛哥（3）
- 莫桑比克（1）
- （1）
- 尼泊尔（1）
- 荷兰（11）
- 新西兰（1）
- （1）
- 朝鲜（3）
- 巴基斯坦（1）
- 巴勒斯坦（1）
- 巴布亚新几内亚（1）
- 秘鲁（1）
- 菲律宾（1）
- 波兰（4）
- 葡萄牙（6）
- 波多黎各（2）
- （1）
- 难民（2）
- 罗马尼亚（4）
- 俄罗斯（11）
- 萨摩亚（1）
- 圣马力诺（1）
- 沙特阿拉伯（1）
- 塞内加尔（1）
- 塞尔维亚（1）
- 塞舌尔（1）
- 斯洛文尼亚（5）
- 南非（1）
- 韩国（12）
- 西班牙（5）
- 斯里兰卡（1）
- 苏丹（1）
- 苏里南（1）
- 瑞典（4）
- 瑞士（3）
- 叙利亚（1）
- （2）
- 坦桑尼亚（1）
- 泰国（1）
- 特立尼达和多巴哥（1）
- 突尼斯（4）
- 土耳其（4）
- （2）
- 乌克兰（7）
- 阿拉伯联合酋长国（3）
- 美国（6）
- 乌拉圭（1）
- （7）
- 瓦努阿图（1）
- 委内瑞拉（1）
- 越南（1）
- 也门（1）
- 赞比亚（1）

## 獎牌榜
| 排名 | 国家／地区       | 金牌 | 银牌 | 铜牌 | 總數 |
| ---- | ---------------- | ---- | ---- | ---- | ---- |
| 1    | 日本             | 3    | 1    | 8    | 12   |
| 2    | 法国             | 2    | 2    | 1    | 5    |
| 3    | 俄罗斯           | 2    | 0    | 1    | 3    |
| 4    | 意大利           | 1    | 1    | 0    | 2    |
| 4    | 美国             | 1    | 1    | 0    | 2    |
| 6    | 巴西*            | 1    | 0    | 2    | 3    |
| 7    | 斯洛文尼亚       | 1    | 0    | 1    | 2    |
| 8    | 阿根廷           | 1    | 0    | 0    | 1    |
| 8    | 捷克             | 1    | 0    | 0    | 1    |
| 8    | 科索沃           | 1    | 0    | 0    | 1    |
| 11   | 韩国             | 0    | 2    | 1    | 3    |
| 12   | 阿塞拜疆         | 0    | 2    | 0    | 2    |
| 13   |                  | 0    | 1    | 1    | 2    |
| 13   |                  | 0    | 1    | 1    | 2    |
| 15   | 哥伦比亚         | 0    | 1    | 0    | 1    |
| 15   | 古巴             | 0    | 1    | 0    | 1    |
| 15   | 蒙古             | 0    | 1    | 0    | 1    |
| 18   | 中国             | 0    | 0    | 2    | 2    |
| 18   | 以色列           | 0    | 0    | 2    | 2    |
| 18   |                  | 0    | 0    | 2    | 2    |
| 21   | 比利时           | 0    | 0    | 1    | 1    |
| 21   | 德国             | 0    | 0    | 1    | 1    |
| 21   | 英国             | 0    | 0    | 1    | 1    |
| 21   | 荷兰             | 0    | 0    | 1    | 1    |
| 21   | 葡萄牙           | 0    | 0    | 1    | 1    |
| 21   | 阿拉伯联合酋长国 | 0    | 0    | 1    | 1    |
| 總計 | 總計             | 14   | 14   | 28   | 56   |

## 獎牌得主

### 男子
| 項目                   | 金牌                                | 银牌                                | 铜牌                                  |
| 60公斤級 （詳細）      | 別斯蘭·穆德拉諾夫 · 俄罗斯（RUS）   | 叶尔多斯·斯梅托夫 · （KAZ）         | 高藤直壽 · 日本（JPN）                |
| 60公斤級 （詳細）      | 別斯蘭·穆德拉諾夫 · 俄罗斯（RUS）   | 叶尔多斯·斯梅托夫 · （KAZ）         | 季约尔别克·乌罗兹博耶夫 · （UZB）     |
| 66公斤級 （詳細）      | 法比奥·巴西莱 · 意大利（ITA）       | 安保罗 · 韩国（KOR）                | 里绍德·索比罗夫 · （UZB）             |
| 66公斤級 （詳細）      | 法比奥·巴西莱 · 意大利（ITA）       | 安保罗 · 韩国（KOR）                | 海老沼匡 · 日本（JPN）                |
| 73公斤級 （詳細）      | 大野将平 · 日本（JPN）              | 鲁斯塔姆·奥鲁杰夫 · 阿塞拜疆（AZE） | 拉沙·沙夫达图阿什维利 · （GEO）       |
| 73公斤級 （詳細）      | 大野将平 · 日本（JPN）              | 鲁斯塔姆·奥鲁杰夫 · 阿塞拜疆（AZE） | 迪尔克·范蒂舍尔特 · 比利时（BEL）     |
| 81公斤級 （詳細）      | 哈桑·哈尔穆尔扎耶夫 · 俄罗斯（RUS） | 特拉维斯·史蒂文斯 · 美国（USA）     | 塞尔久·托马 · 阿拉伯联合酋长国（UAE） |
| 81公斤級 （詳細）      | 哈桑·哈尔穆尔扎耶夫 · 俄罗斯（RUS） | 特拉维斯·史蒂文斯 · 美国（USA）     | 永瀨貴規 · 日本（JPN）                |
| 90公斤級 （詳細）      | 贝克茉秋 · 日本（JPN）              | 瓦尔拉姆·利帕尔捷利阿尼 · （GEO）   | 郭同韩 · 韩国（KOR）                  |
| 90公斤級 （詳細）      | 贝克茉秋 · 日本（JPN）              | 瓦尔拉姆·利帕尔捷利阿尼 · （GEO）   | 程训钊 · 中国（CHN）                  |
| 100公斤級 （詳細）     | 盧卡斯·克帕勒克 · 捷克（CZE）       | 埃尔马·加西莫夫 · 阿塞拜疆（AZE）   | 西里尔·马雷 · 法国（FRA）             |
| 100公斤級 （詳細）     | 盧卡斯·克帕勒克 · 捷克（CZE）       | 埃尔马·加西莫夫 · 阿塞拜疆（AZE）   | 羽賀龍之介 · 日本（JPN）              |
| 100公斤以上級 （詳細） | 特迪·里內 · 法国（FRA）             | 原澤久喜 · 日本（JPN）              | 拉斐爾·席爾瓦 · 巴西（BRA）           |
| 100公斤以上級 （詳細） | 特迪·里內 · 法国（FRA）             | 原澤久喜 · 日本（JPN）              | 奥尔·萨松 · 以色列（ISR）             |

### 女子
| 項目                  | 金牌                                    | 银牌                              | 铜牌                                  |
| 48公斤級 （詳細）     | 葆拉·帕雷托 · 阿根廷（ARG）             | 鄭普涇 · 韩国（KOR）              | 近藤亞美 · 日本（JPN）                |
| 48公斤級 （詳細）     | 葆拉·帕雷托 · 阿根廷（ARG）             | 鄭普涇 · 韩国（KOR）              | 奥特贡采采格·嘎勒巴德拉赫 · （KAZ）   |
| 52公斤級 （詳細）     | 瑪琳達·開爾門蒂 · 科索沃（KOS）         | 奥黛特·朱弗里达 · 意大利（ITA）   | 中村美里 · 日本（JPN）                |
| 52公斤級 （詳細）     | 瑪琳達·開爾門蒂 · 科索沃（KOS）         | 奥黛特·朱弗里达 · 意大利（ITA）   | 纳塔利娅·库久京娜 · 俄罗斯（RUS）     |
| 57公斤級 （詳細）     | 拉斐拉·席尔瓦 · 巴西（BRA）             | 道尔吉苏伦·苏米娅 · 蒙古（MGL）   | 特尔玛·蒙泰罗 · 葡萄牙（POR）         |
| 57公斤級 （詳細）     | 拉斐拉·席尔瓦 · 巴西（BRA）             | 道尔吉苏伦·苏米娅 · 蒙古（MGL）   | 松本薰 · 日本（JPN）                  |
| 63公斤級 （詳細）     | 蒂娜·特尔斯泰尼亚克 · 斯洛文尼亚（SLO） | 克拉丽丝·阿格贝涅努 · 法国（FRA） | 亚登·杰尔比 · 以色列（ISR）           |
| 63公斤級 （詳細）     | 蒂娜·特尔斯泰尼亚克 · 斯洛文尼亚（SLO） | 克拉丽丝·阿格贝涅努 · 法国（FRA） | 阿妮卡·范埃姆登 · 荷兰（NED）         |
| 70公斤級 （詳細）     | 田知本遥 · 日本（JPN）                  | 尤丽·阿尔韦亚尔 · 哥伦比亚（COL） | 萨莉·康韦 · 英国（GBR）               |
| 70公斤級 （詳細）     | 田知本遥 · 日本（JPN）                  | 尤丽·阿尔韦亚尔 · 哥伦比亚（COL） | 劳拉·巴尔加斯·科赫 · 德国（GER）      |
| 78公斤級 （詳細）     | 凯拉·哈里森 · 美国（USA）               | 奥德蕾·特舍梅奥 · 法国（FRA）     | 梅拉·阿吉亞爾 · 巴西（BRA）           |
| 78公斤級 （詳細）     | 凯拉·哈里森 · 美国（USA）               | 奥德蕾·特舍梅奥 · 法国（FRA）     | 阿娜玛丽·韦伦舍克 · 斯洛文尼亚（SLO） |
| 78公斤以上級 （詳細） | 埃米莉·昂代奥尔 · 法国（FRA）           | 伊達莉斯·奧爾蒂斯 · 古巴（CUB）   | 山部佳苗 · 日本（JPN）                |
| 78公斤以上級 （詳細） | 埃米莉·昂代奥尔 · 法国（FRA）           | 伊達莉斯·奧爾蒂斯 · 古巴（CUB）   | 于頌 · 中国（CHN）                    |

## 外部連結
- International Judo Federation（页面存档备份，存于）
- NBC Olympics（页面存档备份，存于）